# Blindisme
Blindisme is een verzamelnaam voor verschijnselen die met name bij blinde kinderen kunnen worden waargenomen. Blindisme kan zich ook voordoen bij normaal ziende kinderen, autistische kinderen of kinderen met een verstandelijke beperking. Om die reden kan blindisme als een te eenzijdige naam worden beschouwd.
Vormen van blindisme variëren van het heen en weer wiegen van het lichaam, het draaien van het hoofd, in het oog wrijven of hoofdschudden (headbangen) tot rondtollen of met de vingers klikken of schieten. Deze bewegingen zijn repetitief en in principe doelloos maar kunnen ontspannend of geruststellend zijn voor het kind bij onrustige situaties.

## Oorzaken
Oorzaken van blindisme kunnen zijn:
- Gebrek aan zintuiglijke stimuli maakt dat het kind zelf stimuli opwekt met beweging van het eigen lichaam
- Sociaal isolement door weinig interactie met andere mensen
- Gebrek aan fysieke of motorische activiteit omdat het kind zichzelf niet gemakkelijk zelfstandig kan verplaatsen
- Het ontbreken van mogelijkheden om sociaal gedrag te imiteren door het gedrag af te kijken bij anderen

## Effecten
Blindisme kan leiden tot nadelige gevolgen wanneer het niet wordt afgeleerd. Kinderen kunnen gepest worden of sociaal geïsoleerd raken wanneer zij vormen van blindisme vertonen ten opzichte van andere kinderen. Voortdurend in de ogen wrijven leidt uiteraard tot irritatie van het oogoppervlak en mogelijk tot permanente schade.

## Preventie
Ouders zijn vaak onbekend met methoden om blindisme te voorkomen of te stoppen om de ontwikkeling van effectief en accuraat gebruik van de zintuigen te stimuleren. Hiervoor is ondersteuning van specialisten vereist.